# Juanita Arias
Juana Arias Pérez  (Bogotá, Colombia; 6 de mayo de 1988) y conocida artísticamente como Juanita Arias es una actriz colombiana de cine y televisión, hija de la reconocida periodista Amparo Pérez.

## Carrera
Arias nació en la ciudad de Bogotá. En su juventud se trasladó a los Estados Unidos para estudiar en la prestigiosa academia de actuación de Lee Strasberg. En ese país tuvo la oportunidad de ejercer como extra en la película Men in Black 3 de Will Smith y Tommy Lee Jones. Tras su regreso a Colombia integró el reparto de la telenovela 5 viudas sueltas. Ese mismo año apareció en los seriados Mamá también y Mujeres al límite. En 2013 tuvo la oportunidad de ser protagonista en una producción cinematográfica en la película de Antonio Dorado Amores peligrosos, donde compartió elenco con Marlon Moreno y Kathy Sáenz. Un año más tarde regresó al cine con Demental, película de terror dirigida por David Bohórquez. A partir de entonces empezó a alternar su participación en producciones mexicanas y colombianas, haciendo parte del elenco de series como En otra piel (2014), Sincronía (2017), Las malcriadas (2017), El señor de los cielos (2018), interpretando el papel de Kashi y La venganza de las Juanas (2021) transmitida por Netflix, donde interpreta a Juana Matilde. 

## Filmografía

### Televisión
| Año       | Título                    | Personaje                    | Notas         |
| --------- | ------------------------- | ---------------------------- | ------------- |
| 2012      | Mamá también              | Andrea Turbay                |               |
| 2013      | Mujeres al límite         | Jimena                       |               |
| 2013-2014 | 5 viudas sueltas          | Mia                          |               |
| 2013-2014 | Alias el Mexicano         | Gloria                       |               |
| 2014      | En otra piel              | Eileen Parker Carrasco       |               |
| 2017      | Run Coyote Run            | Jenny                        |               |
| 2017      | Sincronía                 | Samantha                     |               |
| 2017-2018 | Las Malcriadas            | Esmirna Benavente            |               |
| 2018      | El señor de los cielos    | Kashi                        |               |
| 2018      | Narcos: México            | Claudia                      |               |
| 2020      | Como tú no hay dos        | Valeria "Vale" Fuentes Jasso |               |
| 2020      | Cómo sobrevivir soltero   | Julieta                      |               |
| 2021      | La muchacha que limpia    | —                            |               |
| 2021      | La venganza de las Juanas | Juana Matilde                |               |
| 2022      | Mujer de nadie            | Paulina Altamirano           | Rol principal |
| 2023      | Pacto de sangre           | Ana                          |               |
| 2024      | Mi amor sin tiempo        | Bárbara Uriarte              |               |

### Cine
| Año  | Título                         | Personaje      |
| ---- | ------------------------------ | -------------- |
| 2011 | Drama Class                    | Camille        |
| 2012 | Men in Black 3                 |                |
| 2012 | Android Insurrection           |                |
| 2013 | Amores Peligrosos              | Sofia          |
| 2014 | Demental                       | Diana Tarquino |
| 2015 | Bastards y diablos             | Bruni          |
| 2017 | Zambo Dende: Predictable night |                |
| 2020 | Nuevo Orden                    |                |
| 2022 | Casando a mi Ex                | Lucia          |